# قانون کوروازیه
قانون کوروازیه (انگلیسی: Courvoisier's law) که با نام نشانهٔ کوروازیه، نشانهٔ کوروازیه-تریر و سندرم کوروازیه هم شناخته می‌شود، بیان می‌دارد که بزرگ شدن کیسه صفرا بدون درد و قابل لمس بودن آن در معاینهٔ شکمی همراه با زردی خفیف، بعید است که توسط سنگ کیسه صفرا ایجاد شده باشد. معمولاً از این اصطلاح برای توصیف یافته‌های معاینه پزشکی در ربع فوقانی راست شکم استفاده می‌شود. این علامت نشان‌دهنده بدخیمی احتمالی سرطان کیسه صفرا یا سرطان لوزالمعده است و بزرگی آن به دلیل سنگ کیسه صفرا نامحتمل است.
قانون کوروازیه به سبب افزایش تدریجی اتساع کیسه صفرا که ثانویه به فرآیندهای مزمن است، رخ می‌دهد (در مقابل افزایش ناگهانی فشار کیسه صفرا که در فرآیندهای حاد مشاهده می‌شود). علامت کوروازیه به دلیل ماهیت تدریجی (مزمن) انسداد ناشی از سرطان (مانند سرطان لوزالمعده که اغلب در سر لوزالمعده قرار دارد، کلانژیوکارسینوم و غیره) رخ می‌دهد که به تدریج باعث پس زدن صفراوی و فشار برگشتی می‌شود و به تدریج کیسه صفرا را بدون آسیب حاد به آن و درد متسع می‌کند. برعکس، سنگ‌های صفراوی باعث انسداد درخت صفراوی به‌صورت ناگهانی (حاد) می‌شوند، چرا که سنگ به‌طور ناگهانی در جایی در امتداد درخت صفراوی قرار می‌گیرد و عبور صفرا را مسدود می‌کند. این فرایند باعث می‌شود درخت صفراوی مسدود شده و فشار داخلی آن بالا رود و در نتیجه کیسه صفرا متسع شود و التهاب حاد کیسه صفرا (کوله سیستیت حاد) و درد ربع فوقانی راست شکم ایجاد شود؛ چیزی که در نشانهٔ کوروازیه دیده نمی‌شود. فیبروز کیسه صفرا یکی دیگر از فرآیندهای مزمن است که به دلیل التهاب حاد مکرر (یعنی کوله سیستیت مزمن) رخ می‌دهد و منجر به کیسه صفرا منقبض، فیبروتیک (و بنابراین سخت) و کلسیفیه («کیسه صفرا چینی») می‌شود که معمولاً در نشانهٔ کوروازیه دیده نمی‌شود و با تصویربرداری تشخیص داده می‌شود.
مشاهدات اولیه لودویگ گیورگ کوروازیه، که در سال ۱۸۹۰ در آلمان منتشر شد، در اصل به عنوان یک «قانون» ذکر نشده بود، و هیچ اشاره ای هم به بدخیمی یا درد (حساسیت در لمس) نشده بود. این نکات معمولاً در ادبیات پزشکی اشتباه تفسیر یا نقل‌قول شده است.
امروزه مشخص شده که قانون کوروازیه استثناهایی هم دارد؛ یعنی تحت شرایطی سنگ صفراوی هم ممکن است باعث زردی، اتساعِ بدون دردِ کیسه صفرا و عدم حساسیت در معاینه و لمس شکمی شود.